# Гравере
Гравѐре (на италиански и на пиемонтски: Gravere; на френски: Gravière, Гравиер) е село и община в Метрополен град Торино, регион Пиемонт, Северна Италия. Разположено е на 821 m надморска височина. Към 1 януари 2020 г. населението на общината е 671 души, от които 41 са чужди граждани.